# Gräsbergstjärnen (Nås socken, Dalarna)
Gräsbergstjärnen är en sjö i Vansbro kommun i Dalarna och ingår i Dalälvens huvudavrinningsområde.